# Юліуш Мюллер
Юліуш Адам Мюллер (пол. Juliusz Adam Müller; 16 травня 1895, Дзевенцеж, Австро-Угорщина — 31 травня 1980, Краків, Польща) — польський футболіст та тренер, виступав на позиції право- та лівофлангового нападника, гравець збірної Польщі.

## Життєпис
Народився 16 липня 1985 року в Дзевенцежі. Син Генріка та Амалії. Був студентом Львівської політехніки. З 1908 року — член спортивного клубу «Чарні» (Львів). Під час першої світової війни був солдатом австрійської армії. У 1918 році приєднався до Війська Польського й постійно з ним асоціювався. Учасник польсько-радянської війни 1920 року. У квітні того ж року був серед спортсменів, делегованих до олімпійської команди в 1920 році. Однак через польсько-радянську війну Польща, зрештою, так і не відправила свою команду на Олімпіаду. Того ж року взяв участь у Другому Сілезькому повстанні, а також завоював срібну медаль першого в історії Польщі легкоатлетичному чемпіонаті у бігу на 1500 метрів. У 1923—1924 роках зіграв 6 матчів. На олімпійських іграх у Парижі був гравцем резерву. По завершенні кар'єри гравця в 1925—1930 роках очолював футбольну секцію клубу «Чарні» (Львів). В оборонній війні 1939 року служив у чині офіцера. У 1940 році був ув'язнений у табір Лакенвальд, де перебував до 1945 року. Потім повернувся до Польщі й до 1948 році був пов'язаний з армією. По завершенні військової служби працював у банківській сфері. Помер у Кракові 31 травня 1980 року.